# Hải đồ

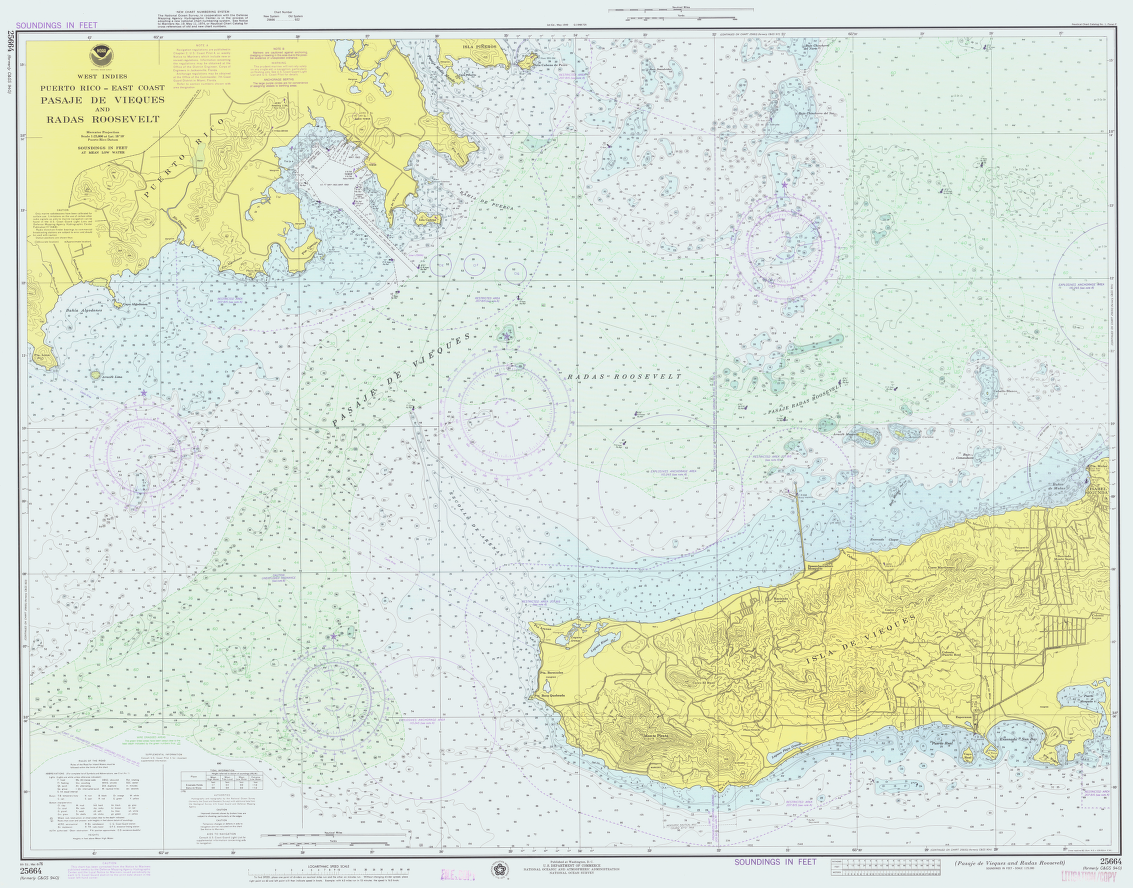
Hải đồ khu vực Puerto Rico của NOAA năm 1976.

Hải đồ là một loại bản đồ thể hiện các vùng biển và các vùng bờ biển lân cận. Tùy thuộc vào tỷ lệ bản đồ mà trên hải đồ có thể thể hiện độ sâu đáy biển và cao độ của đất liền, các đặc điểm tự nhiên và nhân tạo dùng để định vị, thông tin về thủy triều và dòng chảy, chi tiết về trường từ khu vực, và các công trình nhân tạo như cảng, các toàn nhà, và cầu. Các hải đồ là công cụ thiết yếu trong định vị trên biển; nhiều quốc gia yêu cầu các tàu vận tải, đặc biệt là tàu thương mại phải trang bị nó. Hải đồ có thể được thành lập ở dạng in ra giấy hoặc hải đồ điện tử. Các công nghệ gần đây cho phép in ra các hải đồ theo các khu vực yêu cầu, có thể tải xuống từ các công ty in thương mại.